# 克里斯蒂安·萊蒙迪
克里斯蒂安·萊蒙迪（義大利語：Cristian Raimondi；1981年4月30日—）是一位意大利足球運動員。在場上的位置是中場。他也代表意大利各級國青隊參賽。他也曾效力過利沃諾等球隊。